# Amt Bodenteich

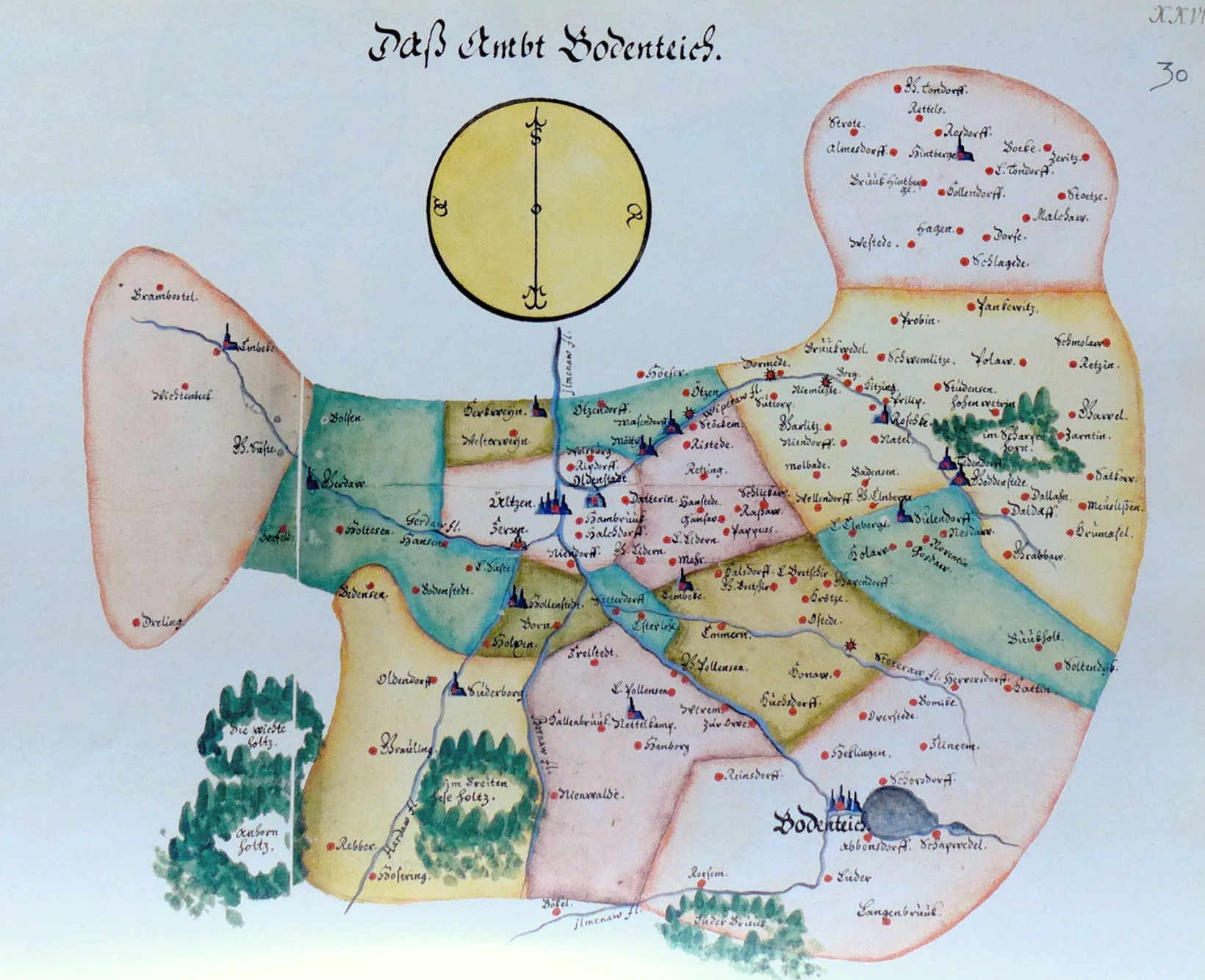
Karte des Amtes Bodenteich um 1600

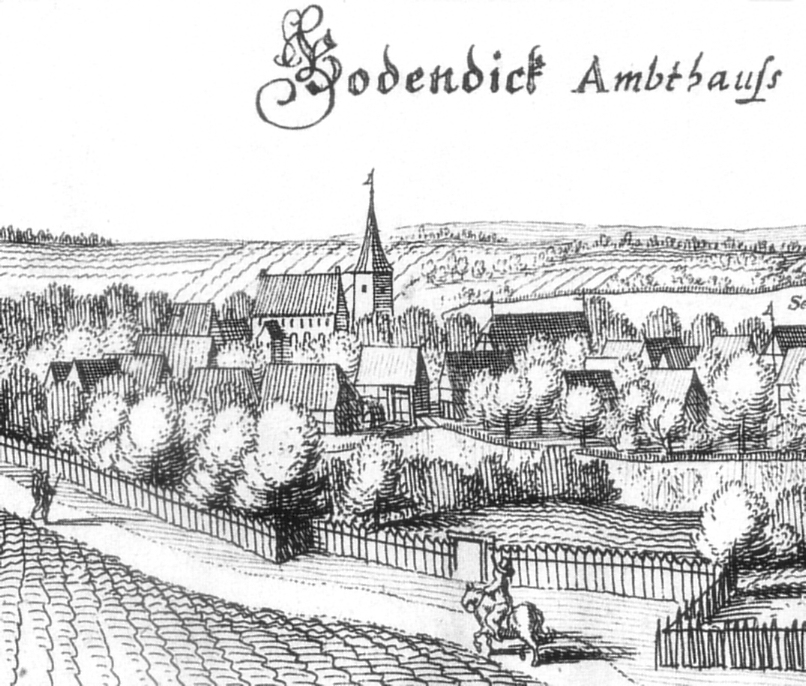
Merian-Stich der als Amtshaus genutzten Burg Bodenteich um 1650 mit einem spitzen, kirchenähnlichem Turmhelm

Das Amt Bodenteich war ein bis 1859 bestehendes Amt des ehemaligen Fürstentums Lüneburg mit Sitz auf der Burg Bodenteich im Flecken Bodenteich. Das weitläufige Amt, zu dem zeitweise bis zu 160 Dörfer und größere Höfe gehörten, umfasste fast zwei Drittel des heutigen Landkreises Uelzen. Das Amt war bis ins 17. Jahrhundert mehrmals verpfändet worden und stand erst ab 1654 dauerhaft unter landesherrlicher Verwaltung.

## Beschreibung
Das Amt Bodenteich geht auf die spätmittelalterliche Territorialbildung der Herren von Bodendieke im Uelzener Becken zurück. Das Gebiet gelangte zwischen 1323 und 1347 in den Besitz der Welfen, die die Burg und Vogtei zu einem Zentrum der landesherrlichen Gewalt in der Region ausbauten. Das Amt umfasste den Südosten des heutigen Landkreises Uelzen, darunter die Orte Bodenteich, Wrestedt, Suhlendorf, Stadensen, Lüder, Soltendieck und Wieren. Einem Verzeichnis aus dem Jahre 1614 zufolge gehörten zum Amt Bodenteich 159 Dörfer und eigenständige Höfe. Laut einer Beschreibung des Amtes von 1770 umfasste es eine Fläche von etwa 40 × 30 km. Zu dieser Zeit bestand das Amt aus drei Vogteien mit der Hausvogtei Bodenteich mit 18 Dörfern, der Vogtei Suderburg mit 24 Dörfern und der Vogtei Jarlitz mit 40 Dörfern. Des Weiteren gab es fünf Veesten mit Halligdorf mit 13 Dörfern, Könau mit 20 Dörfern, Stadensen mit 14 Dörfern, Molzen mit 12 Dörfern und Westerweyhe mit 14 Dörfern. Zu einer Verkleinerung des Amtes um 59 Dörfer und Höfe kam es 1817, als das Amt Oldenstadt herausgelöst und eigenständig wurde. 1852 kam es im Königreich Hannover zur Trennung von Justiz und Verwaltung durch eine Justizreform, die König Georg V. unterzeichnete. Dabei wurden auch die Ämter verkleinert, damit die Bauern nicht allzu weite Wege hatten. Die Reform verkleinerte das Amt Bodenteich erheblich, das gemeinsam mit dem Amtsgericht Bodenteich aber weiterhin für den Flecken Bodenteich bedeutsam war. 1859 wurde das Amt aufgelöst und in das Amt Oldenstadt eingegliedert.
Der Amtssitz hatte für Bodenteich immer eine wirtschaftliche Bedeutung. An sogenannten Amtstagen kamen Bauern auch aus weit entfernten Orten des Amtes, um ihre Amtsgeschäfte zu erledigen und den Markt des Ortes zu bedienen. Nach dem Verlust des Amtssitzes 1859 stagnierte die Entwicklung des Fleckens.

## Amtmänner
- um 1770 Urban Friedrich Christoph Manecke (1746–1827), Amtsauditor
- 1787–1792 Staats Johann Heinrich Nanne (1754–1814), Amtsschreiber
- 1818–1832: Christian Friedrich Philipp Lodemann, Amtmann, ab 1823 Oberamtmann
- 1833–1858: Adolf Friedrich Carl Stromeyer, Amtmann, ab 1852 Oberamtmann